# Onciale 060
L'Onciale 060 (numerazione Gregory-Aland) è un codice manoscritto onciale del Nuovo Testamento, in lingua greca, datato paleograficamente al VI secolo.

## Testo
Il codice è composto da uno spesso foglio di pergamena di 140 per 120 cm, contenente un brano del Vangelo secondo Giovanni (14,14-17.19-21.23-24.26-28). Il testo è scritto in due colonne per pagina e 24 linee per colonna.

### Critica testuale
Il testo greco del codice è rappresentativo del tipo testuale misto. Kurt Aland lo ha collocato nella Categoria III.

## Storia
Il codice è conservato alla Musei statali di Berlino (P. 5877) a Berlino.